# Mario Biaggi

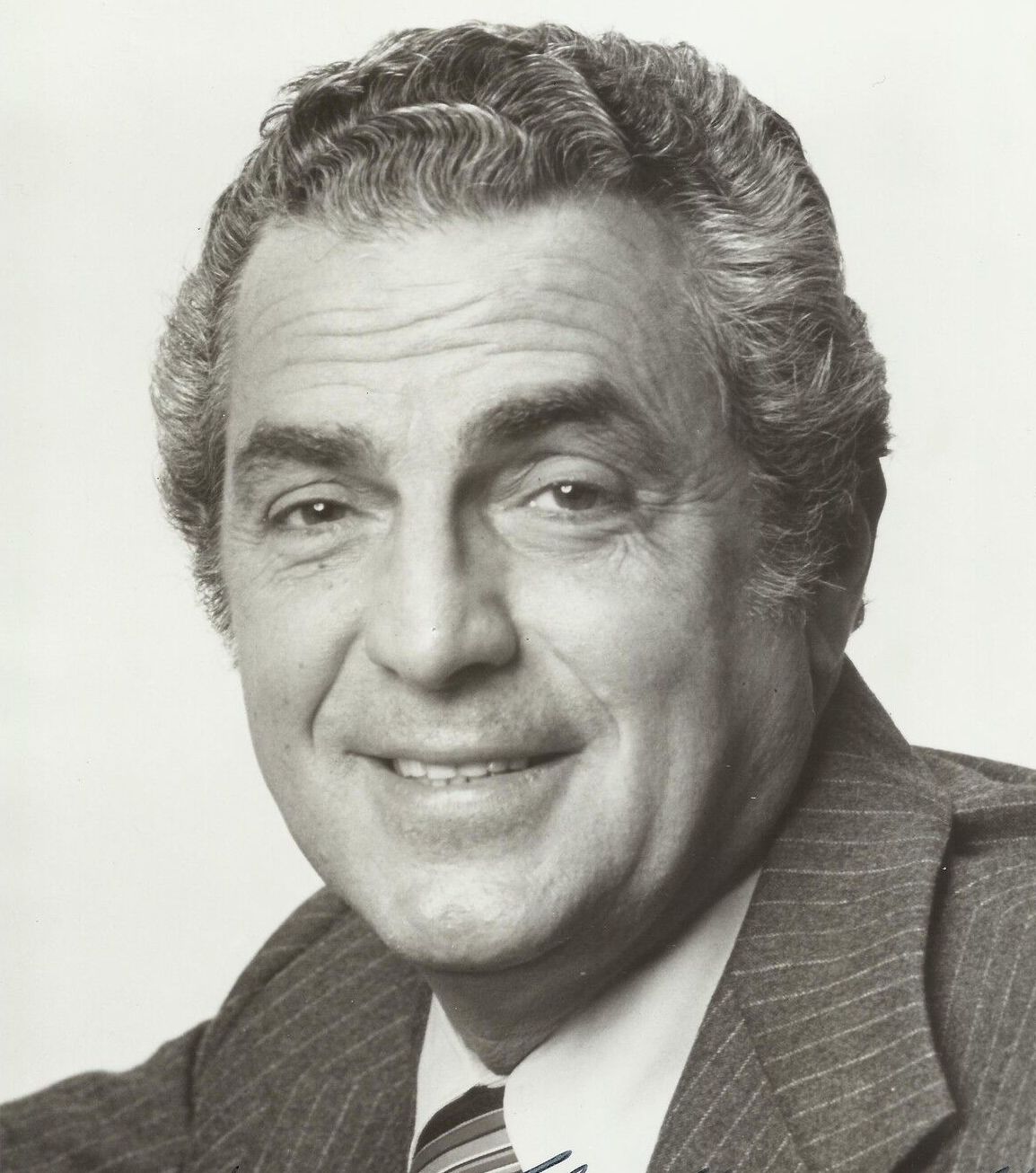
Mario Biaggi

Mario Biaggi (* 26. Oktober 1917 in New York City; † 24. Juni 2015 ebenda) war ein US-amerikanischer Politiker. Zwischen 1969 und 1988 vertrat er den Bundesstaat New York im US-Repräsentantenhaus.

## Werdegang
Mario Biaggi besuchte unter anderem die Harren High School in New York City. Danach war er für einige Jahre als Briefträger tätig. Zwischen 1942 und 1965 arbeitete er für die New Yorker Polizei. Während dieser Zeit erhielt er zahlreiche Auszeichnungen für seine polizeilichen Leistungen. Nach einem Jurastudium an der New York Law School und seiner Zulassung als Rechtsanwalt begann er in seinem neuen Beruf zu arbeiten. Politisch wurde er Mitglied der Demokratischen Partei.
Bei den Kongresswahlen des Jahres 1968 wurde Mario Biaggi als Kandidat seiner Partei im 24. Wahlbezirk des Staates New York in das US-Repräsentantenhaus in Washington, D.C. gewählt, wo er am 3. Januar 1969 die Nachfolge von Paul A. Fino antrat. Nach neun Wiederwahlen konnte er bis zu seinem Rücktritt am 5. August 1988 im Kongress verbleiben. In diese Zeit fielen unter anderem der Vietnamkrieg, die Endphase der Bürgerrechtsbewegung und die Watergate-Affäre. Bis 1973 vertrat Biaggi den 24., danach bis 1983 den zehnten und dann schließlich den 19. Distrikt seines Staates.
Seit 1987 musste sich Mario Biaggi mit Korruptionsvorwürfen auseinandersetzen. Das brachte ihm zwei Jahre und sechs Monate Gefängnis und eine Geldstrafe von 500.000 Dollar ein. Außerdem beantragte der Ethikausschuss seinen Ausschluss aus dem Kongress. Gleichzeitig lief ein weiterer Prozess gegen ihn im Zusammenhang mit dem sogenannten Wedtech Scandal. Auch hierbei ging es um Korruption. Dabei wurde Biaggi zu acht Jahren Gefängnis verurteilt. Kurz vor seinem vorhersehbaren Ausschluss aus dem Parlament trat er am 5. August 1988 freiwillig von seinem Mandat zurück. Im Jahr 1991 wurde er aus gesundheitlichen Gründen vorzeitig aus der Haft entlassen. 1992 strebte er erfolglos eine Rückkehr in den Kongress an.